# Ildebrando Antoniutti
Ildebrando Antoniutti (3 de agosto de 1898 - 1 de agosto de 1974) foi um cardeal italiano da Igreja Católica Romana. Ele serviu como Prefeito da Congregação para os Religiosos de 1963 a 1973, e foi elevado ao cardinalato em 1962.

## Biografia
Antoniutti nasceu em Nimis, o sexto dos sete filhos de Giuseppe e Anna (née Comelli) Antoniutti. Estudando nos seminários de Cividale e Udine , acompanhou o arcebispo Antonio Anastasio Rossi, de Udine, durante a Primeira Guerra Mundial, sobre as freqüentes visitas de Rossi a hospitais militares e paróquias em áreas ocupadas pelas forças austro-húngaras . Em novembro de 1917, Antoniutti foi a Roma, onde estudou no Pontifício Seminário Romano e na Pontifícia Universidade Lateranense (de onde obteve seus doutorados em filosofia, teologia edireito canônico em julho de 1920). 
Foi ordenado ao sacerdócio pelo arcebispo Rossi em 5 de dezembro de 1920 e depois lecionou no seminário de Udine de 1921 a 1927, enquanto servia como secretário particular de Rossi . Em 1927, Antoniutti foi nomeado secretário da delegação apostólica na China, sob o comando do arcebispo Celso Costantini , tornando-se seu auditor em 1930 e, mais tarde, encarregado de negócios interino em 1933. Em 24 de setembro de 1931, foi elevado ao posto de secretário particular de Sua Santidade. e nomeado auditor para a nunciatura portuguesa em 1934.
Em 19 de maio de 1936, Antoniutti foi nomeado Delegado Apostólico da Albânia e Arcebispo Titular de Synada na Frígia pelo Papa Pio XI . Ele recebeu sua consagração episcopal no dia 29 de junho do cardeal Pietro Fumasoni Biondi , com os arcebispos Rossi (que até então era o patriarca latino de Constantinopla ) e Costantini como co-consagradores , em Roma. Permanecendo como delegado apostólico da Albânia até agosto de 1936, Antoniutti serviu como enviado papal para a Espanha durante sua guerra civil.em 25 de julho de 1937, para fins de troca de prisioneiros e assistência aos sacerdotes que haviam fugido das áreas comunistas. Foi nomeado, no dia 21 de setembro, encarregado de negócios do governo nacionalista . Mais tarde, Antoniutti tornou-se delegado apostólico no Canadá em 14 de julho de 1938. Durante sua estada em Ottawa , ele descreveu o editor de Maclean, Blair Fraser , o pai de Graham Fraser , como "mal informado" depois de acusar o clero conservador de manter a Igreja no Canadá muito antiga. formada em seus princípios sociais em um artigo que o Delegado Apostólico chamou de "evidentemente tendencioso". Ele também presidiu a controversa renúncia do Arcebispo Joseph Charbonneau .
Antoniutti foi nomeado Núncio na Espanha em 21 de outubro de 1953, e criou o Cardeal-Sacerdote de S. Sebastiano alle Catacombe pelo Papa João XXIII no consistório de 19 de março de 1962. De 1962 a 1965, ele participou do Concílio Vaticano II , durante o curso de ele foi um dos cardeais eleitores que participaram do conclave papal de 1963 que elegeu o Papa Paulo VI . Em 26 de julho de 1963, o recém-eleito Papa Paulo nomeou Antoniutti para a Cúria Romana , como Prefeito da Congregação para os Religiosos.. O cardeal Antoniutti posteriormente renunciou ao cargo de prefeito dos religiosos, após uma década de serviço, ao se tornar cardeal- bispo de Velletri-Segni em 13 de setembro de 1973. Ele foi nomeado camerlengo do Colégio de Cardeais no ano seguinte. 
Buscando um período de descanso em sua nativa Nimis, Antoniutti partiu de Roma em 1 de agosto de 1974, e foi morto instantaneamente quando seu carro bateu em outro veículo em um desvio de Bolonha. Seu corpo foi transferido para Nimis dois dias depois, que seria seu aniversário de setenta e seis anos, para uma missa fúnebre , celebrada pelos cardeais Ermenegildo Florit e Albino Luciani e por outros nove bispos. Antoniutti está enterrado na igreja paroquial de Nimis. 

## Curiosidades
- Durante seu mandato como núncio da Espanha, o arcebispo Antoniutti elogiou o Capítulo Catedral de Sevilha por atacar panfletos alegando que ele, a Santa Sé , e o coadjutor de Sevilha José Bueno y Monreal eram inimigos maliciosos do cardeal Pedro Segura y Sáenz .[3]
- O cardeal Antoniutti, visto como um candidato ao papado por cardeais conservadores, teria recebido cerca de vinte votos durante uma das cédulas no conclave de 1963.[4]
- Como o Papa Paulo VI recebeu a homenagem dos cardeais após sua eleição, ele pediu a Antoniutti que "fosse um irmão e um amigo para mim", ao qual o Cardeal respondeu: "Eu sempre serei deferente com o papa".[4]